# Boukyaku Battery
Bōkyaku Battery (忘却バッテリー?, Bōkyaku Batterī) è un ONA del 2020 diretto da Parako Shinohara e prodotto da MAPPA.

## Trama
Un gruppo di giocatori di baseball, dopo aver smesso di giocare, vengono tutti riuniti dal destino quando si iscrivono alla stessa università.

## Produzione
Il 40° numero di Weekly Shōnen Jump di Shueisha, pubblicato il 7 settembre 2020, ha annunciato che la serie a fumetti Bōkyaku Battery sarebbe stata adattata in un ONA animato da MAPPA e diretto da Parako Shinohara, con Noriko Itou come disegnatore.

## Distribuzione
L'ONA è stato trasmesso in streaming come parte dell'evento Jump Special Anime l'11 ottobre 2020.